# صر كردي
الصر الكردي (باللاتينية: Noaea kurdica) نوع نباتي يتبع جنس الصر. كان قديماً يصنف ضمن الفصيلة الرمرامية (باللاتينية: Chenopodiaceae) التي ضمت حديثاً كأسرة إلى الفصيلة القُطَيفية (باللاتينية: Amaranthaceae)، من ثنائيات الفلقة.